# Ava (paquebot)
Pour les articles homonymes, voir Ava.
L’Ava est un paquebot français de la Compagnie des messageries maritimes construit en 1870.
Il est lancé le 10 janvier 1870 dans les chantiers navals de la Ciotat. C'est le troisième d'une série de cinq navires avec l’Amazone, le Sindh, le Pei Ho et le Mekong. Il effectue son premier départ le 4 septembre 1870 et voyage entre Marseille et l'Extrême-Orient. Il reste sur cette route jusqu'en 1885 à l'exception des années 1881 et 1882 durant lesquelles il dessert la Méditerranée.
Le 29 juillet 1885, l’Ava arrive à La Ciotat pour une refonte : il perd une de ses cheminées, voit sa coque repeinte et ses machines modifiées. Il reprend ensuite son service, participant la même année avec l’Amazone à des transports de troupes en Indochine. De 1890 à 1895, il sert à destination de Madagascar et connait en mars 1893 une avarie au niveau de ses hélices entre Port-Saïd et Malte. Après avoir participé en 1895 à l'expédition de Madagascar, il est affecté aux lignes du Levant et dessert parfois l'Océan Indien.
Il est retiré du service en 1900 et vendu le 17 mars pour démantèlement.